# Résolution 1554 du Conseil de sécurité des Nations unies
Membres permanents
- Chine
- États-Unis
- France
- Royaume-Uni
- Russie

Membres non permanents
- Algérie
- Allemagne
- Angola
- Bénin
- Brésil
- Chili
- Espagne
- Pakistan
- Philippines
- Roumanie

Résolution no 1553 Résolution no 1555
La résolution 1554 du Conseil de sécurité des Nations unies fut adoptée à l'unanimité le 29 juillet 2004. Après avoir réaffirmé toutes les résolutions sur l'Abkhazie et la Géorgie, en particulier la résolution 1524 (de 2004), le Conseil a prorogé le mandat de la Mission d'observation des Nations unies en Géorgie (MONUG) jusqu'au 31 janvier 2005.

## Résolution

### Observations
Dans le préambule de la résolution, le Conseil de sécurité a souligné que l'absence de progrès sur un règlement entre les deux parties était inacceptable. Il a condamné l'abattage d'un hélicoptère de la MONUG en octobre 2001, qui a fait neuf morts et a déploré que les auteurs de l'attaque n'aient pas été identifiés. Les contributions des forces de maintien de la paix de la MONUG et de la Communauté des États indépendants (CEI) dans la région ont été bien accueillies, en plus du processus de paix dirigé par l’ONU.

### Contenu
Le Conseil de sécurité a salué les efforts politiques pour résoudre la situation, en particulier les "Principes de base pour la répartition des compétences entre Tbilissi et Soukhoumi" pour faciliter les négociations entre la Géorgie et l'Abkhazie. Il a regretté l'absence de progrès dans les négociations sur le statut politique et le refus de l'Abkhazie de discuter du document, et a appelé les deux parties à surmonter leur méfiance mutuelle. Toutes les violations de l'Accord de 1994 sur le cessez-le-feu et la séparation des forces ont été condamnées. Le Conseil s'est également félicité du calme dans la vallée de Kodori et de la signature d'un protocole par les deux parties le 2 avril 2002. Les préoccupations de la population civile ont été notées et la partie géorgienne a été priée de garantir la sécurité des troupes de la MONUG et de la CEI dans la vallée.
La résolution a exhorté les deux parties à revitaliser le processus de paix, et a demandé une plus grande participation sur les questions relatives aux réfugiés, aux personnes déplacées, à la coopération économique et aux questions politiques et de sécurité. Le Conseil a également réaffirmé le caractère inacceptable des changements démographiques résultant du conflit. L'Abkhazie, en particulier, a été invitée à améliorer l'application des lois, à remédier au manque d'instruction des Géorgiens de souche dans leur langue maternelle et à assurer la sécurité des réfugiés de retour. La composante police de la MONUG était en cours de déploiement, mais il était craignt qu'elle ne se soit pas déployée dans la région de Gali.
Le Conseil a de nouveau appelé les deux parties à prendre des mesures pour identifier les responsables de l'abattage d'un hélicoptère de la MONUG en octobre 2001. Les deux parties ont également été priées de se dissocier de la rhétorique militaire et des manifestations de soutien aux groupes armés illégaux, et d'assurer la sécurité du personnel des Nations unies. En outre, la sécurité du personnel de la MONUG a suscité des inquiétudes, avec des meurtres et des enlèvements répétés de personnel de maintien de la paix de la MONUG et de la CEI, ce que le Conseil a condamné.